# رغدان شحاده
رغدان شحاده (عربی: رغدان شحادة؛ زادهٔ ۱ ژانویهٔ ۱۹۷۷) بازیکن فوتبال اهل سوریه بود.
از باشگاه‌هایی که در آن بازی کرده‌است می‌توان به باشگاه ورزشی الجیش (سوریه) اشاره کرد.
وی همچنین در تیم ملی فوتبال سوریه بازی کرده‌است.